# Jenkins (Kentucky)
Jenkins is een plaats (city) in de Amerikaanse staat Kentucky, en valt bestuurlijk gezien onder Letcher County.
De bekende piloot/spion Gary Powers is geboren in Jenkins.

## Demografie
Bij de volkstelling in 2000 werd het aantal inwoners vastgesteld op 2401.
In 2006 is het aantal inwoners door het United States Census Bureau geschat op 2303, een daling van 98 (-4.1%).

## Geografie
Volgens het United States Census Bureau beslaat de plaats een oppervlakte van
22,2 km², waarvan 22,1 km² land en 0,1 km² water.

## Plaatsen in de nabije omgeving
De onderstaande figuur toont nabijgelegen plaatsen in een straal van 20 km rond Jenkins.